# Roberts Butte
Der Roberts Butte ist ein markanter und 2830 m hoher Zeugenberg mit abgeflachtem Gipfel im ostantarktischen Viktorialand. Dieser weithin sichtbare Berg ragt 3 km nordwestlich des Miller Butte in der Gruppe der Outback-Nunatakker auf.
Entdeckt wurde er durch eine US-amerikanische Mannschaft zur Erkundung des Viktorialands zwischen 1959 und 1960. Louis J. Roberts, Geodät des United States Geological Survey und Mitglied dieser Mannschaft benannte ihn als Flattop Mountain. Das Advisory Committee on Antarctic Names benannte den Berg 1964 dagegen nach Roberts selbst.